# Non bis in idem
Non bis in idem (лат.)  “не двічі за одне й те ж”— принцип юридичної відповідальності, який полягає в тому, що особа не може бути притягнута до юридичної відповідальності двічі за одне й те саме правопорушення.
Принцип «non bis in idem» походить з античних часів. Демосфен зазначав, що давньогрецький закон забороняє судити одну й ту саму людину двічі з одного приводу. Принцип був закріплений і у Зводі законів Юстиніана (Corpus Juris Civilis).
Дію принципу «non bis in idem» обмежували внутрішнім законодавством держави, кримінально-правовою сферою. Пізніше він піднявся до статусу міжнародно визнаного права людини, де він є невід'ємною складовою права на справедливий судовий розгляд.

## Міжнародне закріплення принципу
Принцип було визнано в різних країнах та закріплено в таких документах : 
п. 7, ст. 14 – «Міжнародного пакту про громадянські та політичні права» (1966 р.): «Ніхто не повинен бути вдруге засуджений чи покараний за злочин, за який він уже був остаточно засуджений або виправданий, відповідно до закону і кримінально-процесуального права кожної країни»; 
ст. 53-57 – «Конвенції Ради Європи про міжнародне визнання вироків у кримінальних справах» (1970 р.); 
ст. 4, Протоколу №7 – «Конвенції про захист прав людини та основоположних свобод» (1950 р., доповнена протоколом №7 1984 р.): «Нікого не може бути вдруге притягнено до суду або покарано  в порядку кримінального провадження під юрисдикцією однієї і  тієї  самої  держави  за правопорушення,  за яке його вже було остаточно виправдано або засуджено  відповідно  до  закону  та кримінальної процедури цієї держави»; 
ст. 10 –  «Статуту Міжнародного Трибуналу для колишньої Югославії»; 
ст. 20 – «Міжнародного кримінального суду»; 
ст. 50 – «Хартії Європейського Союзу про основні права» (2000 р.); п. 2, ст. 7 – Конвенції Співдружності Незалежних Держав «Про права і основні свободи людини». (1995р.)

## Закріплення принципу в українському праві
В Україні принцип «non bis in idem» закріплено в ч. 1 ст. 61 «Конституції України»: «Ніхто не може бути двічі притягнений до юридичної відповідальності одного виду за одне й те саме правопорушення». 
У ч. 2 ст. 7 КК України передбачено: «Якщо особи зазнали кримінального покарання за межами України, вони не можуть бути притягнені в Україні до кримінальної відповідальності за ці злочини».
Частина 1, ст.19 КПК України: «Ніхто не може бути двічі обвинуваченим або покараним за кримінальне правопорушення, за яким він був виправданий або засуджений на підставі вироку суду, що набрав законної сили», містить конкретизацію принципу. При тлумаченні цієї статті в КПК України потрібно необхідно розуміти поняття «обвинувачення», «притягнення до кримінальної відповідальності», яке міститься у ч. 1 ст. 3 КПК України. «Обвинувачення – це твердження про вчинення особою діяння, передбаченого законом України про кримінальну відповідальність, висунуте в порядку, встановленому КПК України». «Притягнення до кримінальної відповідальності – стадія кримінального провадження, яка починається з моменту повідомлення особі про підозру вчинення кримінального правопорушення».
У ч. 1, ст. 50 КК України говориться, що покарання є заходом примусу, що застосовується від імені держави за вироком суду до особи, визнаної винною у вчиненні злочину, і полягає в передбаченому законом обмеженні прав і свобод засудженого. Покарання – найбільш поширена форма реалізації кримінальної відповідальності.
Складним у розумінні принципу «non bis in idem» є поняття – «двічі за одне і те саме правопорушення». Зміст цього принципу може бути сприйнятий як заборона притягати фізичну та юридичну особу двічі до юридичної відповідальності одного виду за одне й те саме правопорушення, але особа може бути притягнена за злочин до різних видів відповідальності, нести цивільно-правову, адміністративну чи кримінальну відповідальність, що не суперечить принципу «non bis in idem») .
Ніхто не може бути двічі покараним або обвинуваченим за правопорушення, за яке він був не тільки засуджений, але і виправданий. 

## Принцип «non bis in idem» у практиці Європейського суду з прав людини
Принцип «non bis in idem» у правових позиціях ЄСПЛ становить сукупність матеріально-правових та процесуально-правових положень, які судом не виокремлюються. Коли ЄСПЛ розглядає спірні питання, то надає перевагу процесуальним аспектам. 
Матеріально-правова складова правила «non bis in idem» розглядає, 1) що розуміють під правопорушенням, за яке неможливо притягти особу двічі до юридичної відповідальності за одне і те саме правопорушення а також, 2) що саме розуміють під подвійним покаранням. 
ЄСПЛ не відокремлює у принципі «non bis in idem» матеріально-правовий та процесуально-правовий компоненти. Між ними є тісний зв’язок, який характеризує, що одночасне кримінальне переслідування особи, навіть в окремих процесах, за одні і ті ж факти не оцінюються Судом як порушення. 
Яскравим прикладом є справа Garaudy v. France. Заявник, французький письменник, у «Основні міфи ізраїльської політики», у певних фрагментах заперечує злочини проти людяності, підбурює до расової чи релігійної ненависті чи насильстві, наводить неправильні твердження. Щодо кожного фрагменту книжки (які містили відповідні твердження) були порушені окремі кримінальні справи, які розглядалися в окремих провадженнях, але одними і тими ж суддями, в один і той же час. Всі справи завершилися в один день обвинувальними вироками. Суд не побачив у цій справі порушення принципу «non bis in idem», оскільки розглядав окремі правопорушення. ЄСПЛ вбачає таку аргументацію непереконливою. Єдиною причиною відсутності у цій справі порушення ст. 4 Протоколу №7 Конвенції є те, що на момент винесення  кожного з обвинувальних вироків не було ще остаточного рішення по справі.
Разом із тим у рішенні Franz Fischer v. Austria ЄСПЛ встановив, що головна мета ст. 4 Протоколу № 7 полягає в забороні повторного кримінального процесу, який вже був завершений прийняттям остаточного рішення.
Проте у рішенні справи Радчиков против РФ ЄСПЛ зазначає, що не розглядається як порушення ст. 4 Протоколу №7 повторний розгляд справи згідно із законом та кримінальними процесуальними нормами відповідної держави, але в тому випадку, якщо є відомості про нові або ново виявлені обставини та якщо в ході попереднього розгляду були допущені істотні порушення, що вплинули на результат розгляду справи.
У рішенні справи Gradinger v. Austria ЄСПЛ сформулював критерії оцінки двох правопорушень як тотожних. Тотожність стосується не лише назви правопорушень за законом, але, що головніше, змісту та мети правопорушень. Виходячи з цього, ЄСПЛ визнав таким, що порушує ст. 4 Протоколу №7, стягнення із заявника адміністративного штрафу за керування транспортом у стані сп’яніння, оскільки раніше він вже був засуджений за це саме діяння як за кримінальний злочин (ЄСПЛ розцінив ці адміністративне правопорушення і злочин як одне і те саме діяння).
У практиці ЄСПЛ розглядалися питання можливості одночасної кваліфікації одного діяння як: злочину та адміністративного правопорушення; злочину та фінансового правопорушення; злочину та конституційного правопорушення; злочину та дисциплінарного проступку, злочину та цивільно-правового делікту.
Рішення у справі Oliveira v. Switzerland. Пані Олівейра, керуючи автомобілем у неправильно розрахувала швидкість з огляду на погодні умови  внаслідок цього її автомобіль виїхав на смугу зустрічного руху, де зіштовхнувся з іншим автомобілем, водій якого в результаті зіткнення отримав серйозні тілесні ушкодження. Спочатку її визнали винною в адміністративному правопорушенні, згодом – в кримінальному. Цюрихський окружний суд (Bezirksgericht) у рішенні зазначає, що принцип «non bis in idem» притягнення до адміністративної відповідальності виключає можливість подальшого кримінального переслідування особи, проте оскільки ретельне розслідування показало, що ті самі факти становлять більш серйозне, кримінально-каране порушення, то перше рішення і покарання, повинні бути скасовані. Розмір штрафу у другому процесі був зменшений, з урахуванням вже сплаченої суми стягнення на підставі першого рішення. ЄСПЛ за цією справою дійшов висновку, що це типовий приклад, коли одне діяння становить два окремих правопорушення. У таких випадках, на думку ЄСПЛ, переважно більше покарання поглинає менше. ,
Так, у справі Ponsetti and Chesnel v. France Суд визнав, навмисне неподана декларація про доходи, як фінансове правопорушення та кримінально-караного ухилення від сплати податків, не суперечить принципу  «non bis in idem». Суд роз’яснив, що це різні правопорушення. Так на підставі ст. 1728 «Загального Податкового кодексу» (General Tax Code) на заявника були накладені фінансові санкції у вигляді збільшення належних до сплати сум податків за рахунок штрафу та пені. ЄСПЛ неодноразово наголошував, що той факт, що одне діяння становить два правопорушення, не суперечить ст. 4 Протоколу № 7 Конвенції, тобто поняття ідеальної сукупності порушень кримінально-правового характеру цілком узгоджується з принципом «non bis in idem». По суті, ЄСПЛ проводить розмежування складів злочинів, а в деяких випадках і відмежування від інших видів правопорушень. 
Разом із тим практика Європейського Суду з прав людини щодо застосування ст. 4 проколу № 7 Конвенції є непослідовною та в деяких випадках, навіть, суперечливою. Цей недолік визнає й сам Суд.
Також у практиці ЄСПЛ дія принципу «non bis in idem» поширюються лише на кримінально-правову сферу, але межі якої Суд розуміє значно ширше, ніж національні юрисдикції держав-членів Ради Європи. ЄСПЛ відносить до кримінально-правових окремі види адміністративних правопорушень.
З практики ЄСПЛ випливає, що не є подвійним покаранням застосування до особи поряд з основним покаранням позбавлення права займатися певною діяльністю, заміна штрафу позбавленням волі у випадку несплати штрафу.

## Принцип «non bis in idem» у зв'язку зі складеним злочином
Негативним під час притягнення до відповідальності за складені злочини є те, що на практиці особа (яка дає правову оцінку скоєного) не завжди належним чином встановлює, що має місце  одиничний складений злочин, а не сукупність. У такому разі кваліфікація здійснюється, наприклад, за статтями, що передбачають лише частини  складеного злочину, або за статтею про складений злочин та статтею про його частину, які утворюють сукупність. Це є порушенням принципу «non bis in idem».  
Більше того, створення законодавцем складених злочинів шляхом додавання кваліфікуючої ознаки, що є самостійним складом злочину, є порушенням принципу «non bis in idem». Порушення полягає у тому, що фактично законодавець сам встановлює кримінальну відповідальність двічі за одне,  даючи дві правові оцінки одному і тому ж діянню, спочатку – як самостійному злочину і вдруге – як складовій частині іншого злочину. Це не сприяє дотриманню принципу «non bis in idem» на практиці
.

## Принцип «non bis in idem» в інших галузях права
Конституція України гарантує кожній особі, що вона не може бути двічі притягнена за одне й те саме правопорушення не тільки до кримінальної, а й до адміністративної, дисциплінарної, цивільно-правової, матеріальної та інших видів відповідальності.